# 谢瓦散囊菌
谢瓦散囊菌（学名：Eurotium chevalieri）是属于散囊菌目发菌科散囊菌属的一种真菌，可生长在土壤、药材、粮食、霉腐物等基物上。该种分布于中国、阿根廷、印度、以色列、冈比亚、加纳、日本、尼日利亚、巴基斯坦、索马里、坦桑尼亚、英国等地。
谢瓦散囊菌是谢瓦曲霉（Aspergillus chevalieri）的有性型。